# مسرحية كلارينت
مسرحية كلارينت هي مسرحية مونودراما عن قصة حقيقية من ذكريات ممثل المسرحية الفنان فادي الغول، ومن إخراج أكرم المالكي، والموسيقى للفنان مارسيل خليفة، من إنتاج مسرح سفر عام 2009.

## أحداث المسرحية
تدور أحداث المسرحية، التي تمتد لمدة 70 دقيقة، حول ذكريات طفل خلال إجتياح بيروت عام 1982. استطاع فادي الغول من خلال أدائه المتميز أن ينقل الجمهور إلى عوالمه الخاصة، ويأخذهم في رحلة إلى الماضي ليعيشوا يوميات إجتياح جيش الاحتلال الإسرائيلي لبيروت، وهي الحرب التي أدت إلى خسارة والدته وأعز أصدقائه. إلا أن تلك الأحداث قربته أكثر من الموسيقى، عبر آلة الكلارينت التي عثر عليها مصادفة في غرفة سرية بأحد الفنادق. وعبر ومضات اختلطت فيها مشاعر الخوف والقلق والحب، أضاء الغول الزوايا المظلمة في حرب سحقت براءة الطفولة بين هدير الطائرات وأزيز الرصاص ودوي الانفجارات، ومشاهد الأشلاء البشرية في مذبحة صبرا وشاتيلا، وحرب الفنادق في لبنان.
تمتاز مسرحية "كلارينت" بأسلوب سردي يجمع بين الدراما والموسيقى، حيث تم استخدام العزف الحي على آلة الكلارينت كجزءٍ أساسي من العرض، مما أضفى بعداً إضافياً على تجربة المشاهدين. كما أبدع فادي الغول في تجسيد شخصية كريم، مقدماً أداءً متميزاً نال إعجاب النقاد والجمهور على حد سواء.

## الجوائز
شاركت المسرحية في العديد من المهرجانات في الدول العربية والاوروبية منها: الأردن والجزائر وتونس والدنمارك ومرسيليا. وحازت المسرحية على جائزة لجنة تحكيم مهرجان الرحالة لمسرح الفضاءات المفتوحة في العاصمة الأردنية عمّان.